# Erode
Erode là một thành phố và khu đô thị của quận Erode thuộc bang Tamil Nadu, Ấn Độ.

## Địa lý
Erode có vị trí 11°21′B 77°44′Đ / 11,35°B 77,73°Đ Nó có độ cao trung bình là 183 mét (600 feet).

## Nhân khẩu
Theo điều tra dân số năm 2001 của Ấn Độ, Erode có dân số 151.184 người. Phái nam chiếm 51% tổng số dân và phái nữ chiếm 49%. Erode có tỷ lệ 78% biết đọc biết viết, cao hơn tỷ lệ trung bình toàn quốc là 59,5%: tỷ lệ cho phái nam là 83%, và tỷ lệ cho phái nữ là 72%. Tại Erode, 9% dân số nhỏ hơn 6 tuổi.